# 姚恒斌
姚恒斌（1951年12月—2022年3月25日），陕西富平人，中国人民解放军上海警备区正军职退休干部、原南京军区空军副司令员。

## 生平
姚恒斌1970年12月入伍，1972年10月入党。历任排长、参谋、团参谋长，干部训练大队大队长，旅参谋长，师参谋长、师长，空降兵第15军参谋长、副军长、军长等职。他还是中国共产党第十七次全国代表大会代表。
2022年3月25日，姚恒斌因病医治无效于上海逝世，享年71岁。讣告刊登在4月24日的《解放军报》。